# Gesetz zur Neugliederung des Landkreises Altena und der kreisfreien Stadt Lüdenscheid
Das Gesetz zur Neugliederung des Landkreises Altena und der kreisfreien Stadt Lüdenscheid wurde am 18. Dezember 1968 verkündet und gliederte den Landkreis Altena und die Stadt Lüdenscheid neu, welche gleichzeitig zu einem neuen Landkreis (später Kreis) Lüdenscheid zusammengelegt wurden.
Insgesamt wurden zehn Gemeinden aufgelöst und entweder in bestehende Gemeinden eingegliedert oder sie fusionierten zu neuen Gemeinden. Zwei Gemeinden wurde das Stadtrecht verliehen, während einige Gemeinden kaum verändert wurden.
Durch das Sauerland/Paderborn-Gesetz wurde der Kreis Lüdenscheid zum 1. Januar 1975 aufgelöst und in den Märkischen Kreis eingegliedert.

## Beschreibung des Gesetzes

### I. Abschnitt: Gebietsänderungen im Bereich der Gemeinden
§ 1 Stadt Lüdenscheid/Kreis Lüdenscheid
Lüdenscheid wird um den größten Teil der Gemeinde Lüdenscheid-Land sowie kleinere Gebiete von Hülscheid und Herscheid vergrößert. Die Stadt ist Rechtsnachfolgerin des aufgelösten Amtes Lüdenscheid.
Gleichzeitig wird die bisher kreisfreie Stadt Lüdenscheid in den Landkreis Altena eingegliedert, welcher wiederum in Landkreis Lüdenscheid, später Kreis Lüdenscheid umbenannt wird. Dorthin wird auch der Kreissitz verlagert, nachdem er sich zuvor in Altena befand.
§ 2 Gemeinde Schalksmühle
Aus der Gemeinde Schalksmühle des Amtes Halver und der Gemeinde Hülscheid des Amtes Lüdenscheid wird eine neue Gemeinde Schalksmühle gebildet.
Durch das Gesetz zur Neugliederung des Ennepe-Ruhr-Kreises wird ihr Gebiet zum 1. Januar 1970 noch einmal vergrößert. Hierbei kommt der Ortsteil Im Dahl der Gemeinde Breckerfeld hinzu. Dieser gehört heute zum Ortsteil Dahlerheide.
§ 3 Stadt Altena
Aus der bisherigen Kreisstadt Altena und der Gemeinde Dahle wird eine neue Stadt Altena gebildet. Hinzu kommen Gebiete der Gemeinde Lüdenscheid-Land, welche sich im Rahmedetal befinden (darunter die Ortsteile Altroggenrahmede, Großendrescheid, Grünewiese, Kleinendrescheid, Mühlenrahmede, Rosmart und die Fuelbecketalsperre), ein kleiner Teil der ansonsten unveränderten Gemeinde Nachrodt-Wiblingwerde sowie der größte Teil der Gemeinde Evingsen, die bisher zum Amt Hemer im Landkreis Iserlohn gehört. Die Ortsteile Heide, Heidermühle, Hüingsen, Schwarzpaul und Stodt werden nach Ihmert (heute Hemer) eingemeindet und bleiben damit im Landkreis Iserlohn.
§ 4 Stadt Neuenrade
Die Gemeinde Küntrop, welche bisher zum Amt Balve im Landkreis Arnsberg gehört, wird in die Stadt Neuenrade eingegliedert. Diese ist gleichzeitig Rechtsnachfolgern des Amtes Neuenrade.
Durch das Sauerland/Paderborn-Gesetz kommen mit Freiheit Affeln, Altenaffeln und Blintrop drei weitere Gemeinden des Amtes Balve hinzu. Die übrigen Gemeinden sowie zwei Ortsteile von Blintrop schließen sich zu einer neuen Stadt Balve zusammen, welche genauso wie die Gemeinden des Kreises Lüdenscheid dem Märkischen Kreis zugeordnet wird.
§ 5 Gemeinde Herscheid
Die Eigenständigkeit der Gemeinde Herscheid wird bestätigt. Ihr Gebiet wird unwesentlich verändert, es kommen einige Flurstücke der Stadt Plettenberg (sie bleibt von diesem Gesetz ansonsten unberührt) und der Gemeinde Lüdenscheid-Land hinzu. Gleichzeitig wird der Volksschulverband Hüinghausen aufgelöst. Die Gemeinde Herscheid ist Rechtsnachfolgerin.
§ 6 Stadt Meinerzhagen
Die Stadt Meinerzhagen und die Gemeinde Valbert schließen sich zu einer neuen Stadt Meinerzhagen zusammen, zu der noch einige Flurstücke der Gemeinde Lüdenscheid-Land hinzukommen. Das Amt Meinerzhagen wird durch die Fusion aufgelöst.
§ 7 Stadt Kierspe
Die Gemeinde Rönsahl und Gebiete der Gemeinde Lüdenscheid-Land werden in die Gemeinde Kierspe eingegliedert, welche gleichzeitig zur Stadt erhoben wird. Sie ist Rechtsnachfolgerin des aufgelösten Amtes Kierspe.
Mit dem Köln-Gesetz finden noch geringfügige Änderungen der Gemeindegrenze statt. Hierbei erhält die Stadt ein kleines, bewohntes Gebiet der Gemeinde Klüppelberg, verliert aber auch Gebiete an Marienheide, darunter Wilbringhausen.
§ 8 Stadt Halver
Die Gemeinde Halver wird um Gebiete der Gemeinden Kierspe und Lüdenscheid-Land, darunter der Ort Oberbrügge, vergrößert. Sie ist Rechtsnachfolgerin des Amtes Halver und erhält das Stadtrecht. 
§ 9 Stadt Werdohl
Die Stadt Werdohl wird lediglich um einen Gebietsteil von Lüdenscheid-Land vergrößert. Er umfasst die Orte Köllmannshorst, Brenge und Hölzerne Klinke.

### II. Abschnitt: Schlussvorschriften
§ 10 Bestätigung
Die Gebietsänderungsverträge zwischen den Gemeinden sowie zwischen der Stadt Lüdenscheid und dem Landkreis Altena werden vom Arnsberger Regierungspräsidenten und vom Oberkreisdirektor bestätigt.
§ 11
(aufgehoben)
§ 12 Berufsschulen
Das Recht zur Neuerrichtung und Trägerschaft von Berufsschulen überträgt die Stadt Lüdenscheid auf den Landkreis. Der Schulverband für die berufsbildenden Schulen Altena-Lüdenscheid wird durch die Fusion vom  Landkreis Altena mit der kreisfreien Stadt Lüdenscheid obsolet und vom Landkreis Lüdenscheid abgewickelt.
§ 13 Neuwahlen
Die Stadträte von Lüdenscheid, Neuenrade, Halver und Kierspe sowie der Kreistag werden aufgelöst und müssen so neu gewählt werden. Von den allgemeinen Kommunalwahlen am 9. November 1969 sind die betreffenden Gemeinden sowie die neu gebildeten Gemeinden Schalksmühle, Altena und Meinerzhagen und der Landkreis Lüdenscheid befreit.
§ 14 Oberstadtdirektor und Oberbürgermeister von Lüdenscheid
Der Oberstadtdirektor und der Oberbürgermeister der bislang kreisfreien Stadt Lüdenscheid führen ihre Titel für den Rest ihrer Amtszeit fort.
§ 15 Amtsgerichte
Die neugebildeten Gemeinden werden den Amtsgerichten zugeordnet: Altena dem Amtsgericht Altena, Meinerzhagen dem Amtsgericht Meinerzhagen und Schalksmühle dem Amtsgericht Lüdenscheid.
§ 16 Inkrafttreten
Das Gesetz tritt am 1. Januar 1969 in Kraft.